# Longobardi (Italia)
Longobardi è un comune italiano di 3 183 abitanti della provincia di Cosenza in Calabria.

## Geografia fisica

### Territorio
Il comune di Longobardi si estende tra il mare e la montagna. Il centro storico è situato a 325 metri sul livello del mare e il territorio comunale è compreso tra 0 e 1541 metri del Monte Cocuzzo, massima cima della Catena Costiera calabrese, condivisa con il comune di Mendicino. Monte Cocuzzo è conosciuto anche per la notevole pineta. Fra le numerose frazioni, meritano una citazione la popolosa Marina, la Taureana con l'omonima chiesa, e Tarifi, probabile insediamento arabo che segna il confine col territorio del comune di Belmonte Calabro.

## Storia
Il toponimo "Longobardi" deriva dal fatto che nella zona c'era il confine tra il Ducato di Benevento e i possedimenti bizantini della Calabria meridionale, e il paesino venne fondato a quanto si dice dal re longobardo Liutprando. Poco più a valle di Longobardi, sul mare, verso Belmonte, esiste una località denominata Tarifi: lì forse vi era, a quanto farebbe pensare il toponimo, una dogana di confine.
L'abitato passò alterne vicende nel Regno di Napoli, per poi divenire un Comune del regno d'Italia dal 1861 e passare alla Repubblica nel 1946.
Dallo studio etimologico di vocaboli e toponimi longobardesi, e da altri fatti, si desume che il paese sia stato fondato da profughi da Thourioi nel 204 a.C., minacciata e poi distrutta da Annibale.

### Simboli
Lo stemma e il gonfalone del Comune sono stati concessi con Decreto del presidente della Repubblica del 10 maggio 2019.
(D.P.R. 10.05.2019)
Il gonfalone è un drappo di bianco, bordato d'azzurro.

## Monumenti e luoghi d'interesse
Da notare la chiesa di San Francesco, la Collegiata, e alcuni palazzi nelle vie centrali, fra questi spiccano Palazzo Pellegrini con il suo magnifico scalone e lo stemma nobiliare affrescato che sovrasta la corte e Palazzo Preste donato da tale famiglia al Comune per utilizzo civico.
Il centro storico è decorato da numerosi murales realizzati da svariati artisti.

## Società

### Evoluzione demografica
Abitanti censiti

## Infrastrutture e trasporti
Longobardi è servita dalla stazione omonima sulla linea Salerno-Reggio Calabria.

## Amministrazione

### Gemellaggi
- Birchircara

Elenco dei sindaci e dei commissari che si sono susseguiti dal 1874 al comune di Longobardi 
| Periodo | Periodo | Primo cittadino      | Partito | Carica     | Note |
| ------- | ------- | -------------------- | ------- | ---------- | ---- |
| 1874    | 1875    | Alfonso Pellegrini   |         | Sindaco    |      |
| 1875    | 1892    | Nicola Preste        |         | Sindaco    |      |
| 1892    | 1896    | Nicola Amendola      |         | Sindaco    |      |
| 1896    | 1898    | Francesco Pellegrini |         | Sindaco    |      |
| 1898    | 1900    | Francesco Miceli     |         | Sindaco    |      |
| 1900    | 1903    | Nicola Preste        |         | Sindaco    |      |
| 1903    | 1908    | Francesco Saggio     |         | Sindaco    |      |
| 1908    | 1909    | Nicola Preste        |         | Sindaco    |      |
| 1909    | 1913    | Francesco Preste     |         | Prosindaco |      |
| 1913    | 1914    | Settimio Pellegrini  |         | Prosindaco |      |
| 1914    | 1919    | Innocenzo Coscarella |         | Sindaco    |      |
| 1919    | 1920    | Guglielmo Amendola   |         | Prosindaco |      |
| 1920    | 1921    | Francesco Pellegrini |         | Sindaco    |      |
| 1921    | 1926    | Mario Marino         |         | Prosindaco |      |
| 1926    | 1929    | Giovanni Camera      |         | Podestà    |      |

Nel 1928 Longobardi venne aggregato a Fiumefreddo Bruzio e, nel 1937, ricostituito
| Periodo | Periodo   | Primo cittadino     | Partito                     | Carica                  | Note |
| ------- | --------- | ------------------- | --------------------------- | ----------------------- | ---- |
| 1937    | 1938      | Battista Pellegrini |                             | commissario prefettizio |      |
| 1938    | 1943      | Armando Coscarella  |                             | podestà                 |      |
| 1943    | 1944      | Domenico Miceli     |                             | podestà                 |      |
| 1945    |           | Domenico Miceli     |                             | commissario prefettizio |      |
| 1945    | 1946      | Giuseppe Dalia      |                             | Sindaco                 |      |
| 1946    | 1947      | Nicola Pellegrini   |                             | Sindaco                 |      |
| 1947    | 1950      | Luigi Osso          |                             | Sindaco                 |      |
| 1950    | 1955      | Giuseppe Dalia      |                             | Sindaco                 |      |
| 1955    | 1960      | Giuseppe Dalia      |                             | Sindaco                 |      |
| 1960    | 1963      | Antonio Garritano   | Partito Socialista Italiano | Sindaco                 |      |
| 1963    | 1968      | Renato Mazzarone    |                             | Sindaco                 |      |
| 1968    | 1973      | Antonio Garritano   | Partito Socialista Italiano | sindaco                 |      |
| 1973    | 1978      | Antonio Garritano   | Partito Socialista Italiano | Sindaco                 |      |
| 1978    | 1983      | Ottavio De Micheli  | Democrazia Cristiana        | Sindaco                 |      |
| 1983    | 1988      | Antonio Garritano   | Partito Socialista Italiano | Sindaco                 |      |
| 1988    | 1990      | Antonio Garritano   | Partito Socialista Italiano | Sindaco                 |      |
| 1990    | 1992      | Francesco Sesti     |                             | Sindaco                 |      |
| 1992    | 1993      | Franco Acace        |                             | Sindaco                 |      |
| 1993    | 1998      | Franco Gaudio       |                             | Sindaco                 |      |
| 1999    | 2004      | Aurelio Garritano   | Longobardi oltre il 2000    | Sindaco                 |      |
| 2004    | 2009      | Aurelio Garritano   | Longobardi oltre il 2000    | Sindaco                 |      |
| 2009    | 2014      | Giacinto Mannarino  | Longobardi oltre il 2000    | Sindaco                 |      |
| 2014    | 2019      | Giacinto Mannarino  | Longobardi oltre il 2000    | Sindaco                 |      |
| 2019    | 2024      | Giacinto Mannarino  | Longobardi oltre il 2000    | Sindaco                 |      |
| 2024    | in carica | Giacinto Mannarino  | Longobardi oltre il 2000    | Sindaco                 |      |

## Sport

### Calcio
L'unica società calcistica del territorio longobardese, militante in Seconda Categoria, è l'ASD LONGOBARDI CALCIO, fondata nel 2022

### Impianti sportivi
- Stadio Comunale  "Marco Nigrelli"